# In the Wee Small Hours
Az In the Wee Small Hours  egy Frank Sinatra-album 1955-ből. Frank Sinatra a koncepcióalbum ötletét 1946-tól tökéletesítette. A lemezen hallható balladák mind egy közös téma körül forognak; a késő éjszaka az emberre rátörő elszigeteltség érzését és a szerelmi bánat hangulatát ábrázolják különböző formában.
Az album a Rolling Stone magazin által 2003-ban összeállított Minden idők 500 legjobb albumának listáján a 100. helyre került, 2020-ban 282. volt. Szerepel az 1001 lemez, amit hallanod kell, mielőtt meghalsz című könyvben.

## Az album dalai
| 1. | In the Wee Small Hours of the Morning                | Bob Hilliard, David Mann                    | 3:00 |
| 2. | Mood Indigo                                          | Barney Bigard, Duke Ellington, Irving Mills | 3:30 |
| 3. | Glad to Be Unhappy                                   | Richard Rodgers, Lorenz Hart                | 2:35 |
| 4. | I Get Along Without You Very Well (Except Sometimes) | Hoagy Carmichael, Jane Brown Thompson       | 3:42 |
| 5. | Deep in a Dream                                      | Eddie DeLange, Jimmy Van Heusen             | 2:49 |
| 6. | I See Your Face Before Me                            | Howard Dietz, Arthur Schwartz               | 3:24 |
| 7. | Can't We Be Friends?                                 | Paul James, Kay Swift                       | 2:48 |
| 8. | When Your Lover Has Gone                             | Einar A. Swan                               | 3:10 |

| 1. | What Is This Thing Called Love? | Cole Porter                                       | 2:35 |
| 2. | Last Night When We Were Young   | Harold Arlen, Yip Harburg                         | 3:17 |
| 3. | I'll Be Around                  | Alec Wilder                                       | 2:59 |
| 4. | Ill Wind                        | Arlen, Ted Koehler                                | 3:46 |
| 5. | It Never Entered My Mind        | Rodgers, Hart                                     | 2:42 |
| 6. | Rock Me My Baby                 | Rodgers, Hart                                     | 2:57 |
| 7. | I'll Never Be the Same          | Gus Kahn, Matty Malneck, Frank Signorelli         | 3:05 |
| 8. | This Love of Mine               | Sol Parker, Henry W. Sanicola, Jr., Frank Sinatra | 3:33 |

## Közreműködők
- Frank Sinatra – ének
- Voyle Gilmore – producer
- Nelson Riddle – hangszerelés, karmester

## Külső hivatkozások
- #100 on the Rolling Stone 500 Greatest Albums of All Time Archiválva 2006. január 4-i dátummal a Wayback Machine-ben
- Brent Studer page on album